# 五十嵐寿一
五十嵐 寿一（いがらし じゅいち、1916年（大正5年）11月6日 - 2006年（平成18年）1月2日）は、日本の学者。専門は騒音・振動。

## 略歴
1916年11月6日生まれ。1941年3月、東京帝国大学理学部物理学科卒業。1942年1月、陸軍技術将校。1945年10月、小林理学研究所研究員。1950年8月、東京大学理工学研究所助教授。1959年12月、理学博士（東京大学）。1960年3月、東京大学航空研究所教授。1971年9月、中央公害対策審議会委員・騒音振動部会長。1972年4月、小林理学研究所理事長。1976年4月、東京大学宇宙航空研究所所長。1990年4月、勲二等瑞宝章受章。1994年10月、小林理学研究所名誉顧問。2006年1月2日、肺炎のため死去。
1973年から1975年まで、日本音響学会会長を務めた。